# دون بينيتو
بلدية دون بينايتو (بالإسبانية: Don Benito)‏, هي إحدى بلديات مقاطعة بطليوس, التي تقع في منطقة إكستريمادورا, والتي تقع في غرب إسبانيا.
يبلغ عدد سكانها 34.540 نسمة وفقاً لإحصائية سنة (2007). بينما تبلغ مساحتها 561.6 كم{\displaystyle 2}. وبذلك تكون الكثافة السكانية 61.5 نسمة/كم2. تقع المدينة على ارتفاع 280 م عن سطح البحر.

## أعلام
- ألبرتو مارتين رومو غارسيا أداميز
- خوان غوميز
- بيدرو غوميز دي دون بينيتو إراولا
- جيسوس سانشيز
- ألبرتو غاليغو

## وصلات خارجية
- الموقع الرسمي (بالإسبانية)